# آدم هيلز
آدم هيلز (بالإنجليزية: Adam Hills)‏ هو سياسي بريطاني وبريطاني (وحمل سابقاً جنسية المملكة المتحدة لبريطانيا العظمى وأيرلندا)، ولد في 10 أغسطس 1880، وتوفي في 1 يونيو 1941. حزبياً، نشط في حزب العمال. وقد في الانتخابات العامة في المملكة المتحدة 1935 ‏، انتخب عضو برلمان المملكة المتحدة الـ37 عن دائرة Pontefract (UK Parliament constituency) ‏ (14 نوفمبر 1935 – يونيو 1941).